# Liwyj Bereh Kiew
Der Liwyj Bereh Kiew (ukrainisch Футбольний клуб Лівий берег Київ) ist ein ukrainischer Fußballverein. Der Verein hat seinen Sitz in Ossokorky, einem Stadtviertel von Kiew, und spielt seit dem Aufstieg 2024 in der Premjer-Liha.

## Geschichte
Der Verein wurde im September 2017 von Mykola Lawrenko, einem ehemaligen Präsidenten von Polihraftechnika Oleksandrija (heute FK Oleksandrija), und dem ehemaligen Trainer Mykola Pawlow gegründet. Ihm wurde auch ein weiterer Trainer Anatolij Busnyk zugeteilt, der als Trainer der Studentenfußballnationalmannschaft bei den Sommer-Universiaden bekannt ist. Busnyk fungiert im Verein sowohl als Trainer als auch als Sportdirektor.
Als der Verein im Sommer 2021 in die zweite Liga aufgenommen wurde, hatte er eine Reihe ukrainischer Fußballer und Sieger der Universiade in seinen Reihen, darunter Witalij Rewa, Oleksandr Akymenko, Artem Starhorodskyj und Andrij Saporoschan. Das Team belegte den zweiten Platz in der drittklassigen Druha Liha, bevor die Saison wegen der russischen Invasion abgebrochen wurde. Der Verein beschloss, seinen Betrieb zu unterbrechen, und ließ die folgende Saison aus. 2023 kehrte Liwyj Bereh zurück und nahm am PFL Winter Cup teil, einem kurzen Wettbewerb während der Saisonmitte, und schloss diesen als Sieger ab. Im Sommer 2023 würdigte die UAF den zweiten Platz in der abgebrochenen Spielzeit 2021/22 und der Verein wurde in die Perscha Liha aufgenommen. Er beendete die Saison 2023/24 als Dritter und nahm an den Aufstiegs-Playoffs teil, die Liwyj Berek gegen Obolon Kiew verlor.
Im Juli 2024 stieg der Verein unerwartet in die Premjer-Liha auf. Er nahm an einem Miniturnier teil, das für den freien Platz des zurückgetretenen SK Dnipro-1 geschaffen wurde. Er gewann dieses Turnier im Finale gegen den FK Mynaj.

## Stadion
Die Arena Liwyj Bereh liegt im Südosten von Kiew und hat ein Fassungsvermögen von 4700 Zuschauern.